# Бубличенко, Лазарь Иванович
Лазарь Иванович Бубличенко (1875—1958) — русский и советский учёный-медик, акушер-гинеколог, доктор медицинских наук (1912).
Автор более 160 научных работ, в том числе монографий.

## Биография
Родился 17 июля (30 июля по новому стилю) 1875 года в слободе Чернянка Чернянской волости Новооскольского уезда Курской губернии (ныне посёлок Белгородской области) в крестьянской семье.
Выпускник Корочанской Александровской гимназии (1895 год, с золотой медалью). По окончании в 1900 году медицинского факультета Императорского Харьковского университета, работал врачом больницы Таганрогского металлургического общества (Область Войска Донского). В 1904 году переехал в Харьковскую губернию, где работал земским врачом. В 1907 году принимал участие на съезде врачей Харьковской губернии, где сделал доклад на тему «К вопросу о родильных приютах в Харьковской губернии».
С 1909 года работал в Повивальном институте в Петербурге (ныне НИИ акушерства, гинекологии и репродуктологии имени Д. О. Отта), где с 1914 по 1923 год заведовал отделением послеродовых заболеваний. В 1923 году на базе этого отделения Бубличенко организовал при институте клинику послеродовых заболеваний (впоследствии — 2-е акушерское отделение НИИ акушерства и гинекологии Академии медицинских наук СССР), которую возглавлял до конца жизни. В 1912 году в Военно-медицинской академии защитил докторскую диссертацию на тему «Бленноррея глаз у новорожденных и её предупреждение». Во время Великой Отечественной войны вместе с институтом находился в эвакуации в Алма-Ате.
Л. И. Бубличенко внёс значительный вклад в организацию медицинской помощи беременным и роженицам в Российской империи и СССР; принимал участие в разработке научных основ профилактики и лечения послеродовых заболеваний. За деятельность в этой области ещё в 1912 году он был награждён медалью на Всемирной гигиенической выставке в Дрездене. Являлся почетным членом многих научных акушерско-гинекологических обществ.
Награждён орденом Ленина и медалями, Заслуженный деятель науки РСФСР (1950), лауреат Сталинской премии (1949, за трехтомный труд «Послеродовая инфекция»).
Умер 1 июля 1958 года в Ленинграде. Был похоронен на Богословском кладбище.
Его сын — Николай Бубличенко (1899—1990) — стал доктором геолого-минералогических наук, членом-корреспондентом Академии наук Казахской ССР.